# 노코드 개발 플랫폼

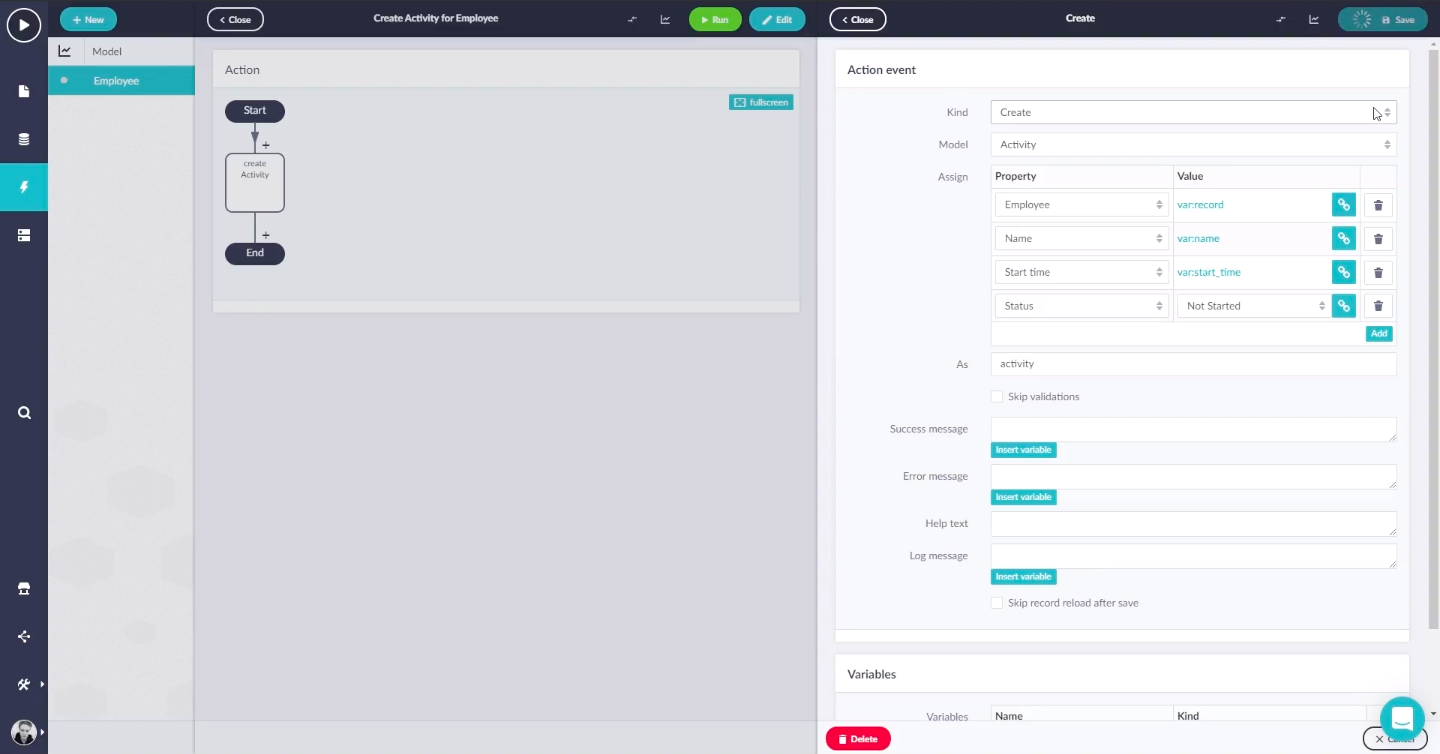
노코드 플랫폼인 베티 블록스의 플로차트 인터페이스

노코드 개발 플랫폼(No-code development platform, NCDP)은 코드를 작성하는 기존 컴퓨터 프로그래밍 대신 그래픽 사용자 인터페이스와 구성을 통해 응용 소프트웨어를 개발할 수 있도록 하는 플랫폼이다.
로 코드 개발 플랫폼과 마찬가지로 응용 프로그램 개발을 신속하게 처리하기 위한 것이지만, 로 코드와 달리 노코드 개발에는 코드 작성이 필요하지 않다. 이는 일반적으로 앱을 빌드하기 위한 사전 빌드된 템플릿을 제공하여 수행된다. 2010년대에 이 두 유형의 플랫폼은 회사에서 유능한 소프트웨어 개발자의 공급이 제한적이기 때문에 인기가 높아졌다.
노코드 개발은 시각적 프로그래밍 언어와 밀접한 관련이 있다.

## 사용
노코드 도구는 기존 IT와 달리 업무 부서 사용자를 염두에 두고 설계되는 경우가 많다.
NCDP 사용의 잠재적 이점은 다음과 같다:
- 민첩성 – NCDP는 일반적으로 양식, 워크플로우 및 데이터 표시와 같은 일반적인 요구 사항에 대해 어느 정도 템플릿화된 사용자 인터페이스 및 사용자 경험 기능을 제공하여 제작자가 앱 생성 프로세스의 일부를 가속화할 수 있도록 한다.[5]
- 풍부함 – 한때 더 기본적인 애플리케이션 기능으로 제한되었던 NCDP는 특정 비즈니스 요구 사항을 충족하는 앱을 설계, 개발 및 배포할 수 있도록 하는 풍부한 기능과 통합 수준을 점점 더 많이 제공하고 있다.[6]

## 워크플로우 자동화의 미래
노코드 플랫폼은 자동화 및 애플리케이션 구축에 대한 접근을 민주화함으로써 소프트웨어 개발을 재편하고 있다. AI 기반 자동화가 발전함에 따라 노코드 솔루션은 더욱 정교한 워크플로우를 처리하여 전통적인 코딩에 대한 의존도를 줄일 것으로 예상된다. 이러한 변화는 산업 전반에 걸쳐 혁신을 촉진하여 기업과 개인 모두에게 소프트웨어 생성을 더욱 쉽게 접근할 수 있도록 한다.

## 같이 보기
- 고속 응용 프로그램 개발
- 서비스형 플랫폼
- 로 코드 개발 플랫폼